# Six Litanies for Heliogabalus
Six Litanies for Heliogabalus est un album de John Zorn joué par le Trio Moonchild Trio, augmenté de Jamie Saft, Ikue Mori, John Zorn et d'un chœur féminin. Il est sorti en 2007 sur le label Tzadik Records. L'édition américaine indique que le concept de l'album est inspiré de l'empereur romain Élagabal. Il est dédié à Antonin Artaud, Edgard Varèse et Aleister Crowley.

## Titres
| 1.    | Litany I   | 7:53  |
| 2.    | Litany II  | 7:06  |
| 3.    | Litany III | 10:36 |
| 4.    | Litany IV  | 8:13  |
| 5.    | Litany V   | 4:30  |
| 6.    | Litany VI  | 6:16  |
| 44:18 |            |       |

## Personnel
- John Zorn: Saxophone alto, composition
- Joey Baron: Batterie
- Trevor Dunn: Basse
- Ikue Mori: Instruments électroniques
- Mike Patton: Chant
- Jamie Saft: Orgue
- Martha Cluver: Chant
- Abby Fischer: Chant
- Kirsten Soller: Chant